# Comantella cristata
Comantella cristata är en tvåvingeart som först beskrevs av Daniel William Coquillett 1893.  Comantella cristata ingår i släktet Comantella och familjen rovflugor.
Artens utbredningsområde är Kalifornien. Inga underarter finns listade i Catalogue of Life.